# Ratnagiri Airport
Ratnagiri Airport (franska: Aéroport de Ratnagiri, hindi: रत्नागिरी विमानतळ) är en flygplats i Indien.   Den ligger i underdistriktet Ratnagiri, distriktet Ratnagiri och delstaten Maharashtra, i den sydvästra delen av landet, 1 400 km söder om huvudstaden New Delhi. Ratnagiri Airport ligger 91 meter över havet.
Terrängen runt Ratnagiri Airport är huvudsakligen platt, men åt sydost är den kuperad. Terrängen runt Ratnagiri Airport sluttar västerut. Runt Ratnagiri Airport är det tätbefolkat, med 383 invånare per kvadratkilometer. Närmaste större samhälle är Ratnagiri, 3,1 km sydväst om Ratnagiri Airport. I omgivningarna runt Ratnagiri Airport växer huvudsakligen savannskog.